# Angele Anang
Angele Anang é uma drag queen tailandesa, mais conhecida por vencer a segunda temporada do Drag Race Thailand, o spin-off tailandês de RuPaul's Drag Race. Ela é a primeira vencedora transgênero da franquia, sendo sucedida Por Kylie Sonique Love no spin off "All Stars 6".  Ela é conhecida como "Beyoncé da Tailândia" por sua representação da cantora.

## Vida
Angele Anang nasceu Noporn Junnuan em 29 de setembro de 1994, em Nakhon Ratchasima. Ela morava com os pais em Ayutthaya, estudou na escola Joseph Ayutthaya e no internato de Santi Asoke. Depois que sua mãe morreu de câncer de mama, ela parou de estudar na 8ª série. Anang tinha um histórico de abuso de drogas. Após a reabilitação de drogas, ela rapidamente se tornou monge.

## Carreira
Anang foi um imitador de Beyoncé de sucesso. Ela fez seu primeiro ato em um show de cabaré transgênero em Bangkok. Cabaré Calypso. Depois de deixar o teatro em 2018, tornou-se uma artista freelancer internacionalmente.
Anang foi anunciada como uma das catorze participantes da segunda temporada de Drag Race Thailand, que começou a ser exibida em 11 de janeiro de 2019. Ao longo de seu período na competição, ela venceu seis desafios, mais do que qualquer outra rainha da história da franquia. Em 5 de abril, ela foi coroada a Vencedora. Ela é a primeira e única vencedora transgênero da franquia Drag Race.
Em 2019, Anang falou no painel "All Around The World: International Drag Queen" na DragCon NYC.